# Chavannes-sur-Reyssouze
Chavannes-sur-Reyssouze es una comuna francesa situada en el departamento de Ain, de la región de Auvernia-Ródano-Alpes.

## Demografía
| 729 | 614 | 573 | 543 | 565 | 580 | 648 | 732 | 755 |
| Para los censos de 1962 a 1999 la población legal corresponde a la población sin duplicidades (Fuente: INSEE [Consultar]) |     |     |     |     |     |     |     |     |